# Brigitte Kuhlmann
Brigitte Kuhlmann (Alemania, 1947-Entebbe, Uganda, 4 de julio de 1976) fue la cofundadora del grupo Células Revolucionarias.

## Juventud e inicios
Kuhlmann era estudiante de Pedagogía en la Universidad de Hannover, Alemania. En la Universidad escribió poesía y contrajo matrimonio con Wilfried Böse. Ambos se fueron relacionando con grupos universitarios de izquierdistas y se fueron a la clandestinidad en Fráncfort del Meno, posteriormente se unen a la Fracción del Ejército Rojo o Banda Baader Meinhof, sin embargo no creían en la vida clandestina total, por tanto iniciaron una teoría consistente en la vida paralela de los combatientes revolucionarios, llevando vidas legales y a la vez realizando actos de terrorismo en nombre de la revolución.  Posteriormente fundaron junto a Johannes Weinrich, el grupo "Células Revolucionarias", que compartía esta forma de actuar.

## Vinculación con el FPLP
Kuhlmann y Böse, por razones de seguridad se vinculan al Frente Popular para la Liberación de Palestina o FPLP-Maniobras Externas liderado por Wadi Haddad y se trasladan al Líbano.  Ambos reciben posteriormente entrenamiento militar en Yemen del Sur. 
Siguiendo instrucciones de esta organización y debido al fracaso técnico de Ilich Ramírez en la conducción del Secuestro de los Ministros de la OPEP, se les instruye para realizar el secuestro del vuelo 139 de Air France, en su ruta desde Tel Aviv, con escala en Atenas y en camino a París, que fue efectivamente secuestrado por Kuhlmann, Böse y dos palestinos del FPLP, el 27 de junio de 1976 y desviado a Entebbe, Uganda donde recibieron refugio del dictador africano Idi Amin. Durante el vuelo, Kuhlmann profirió insultos antisemitas contra los pasajeros. Los rehenes se referían a ella como la "terrorista nazi" y cuando algunos de ellos fueron liberados, ella se opuso a dejar ir a cuatro pasajeros judíos de nacionalidad belga y americana tras haberlos visto con prendas religiosas judías.

## Rescate en Entebbe
El Gobierno israelí ordenó una operación de rescate en el aeropuerto de Entebbe (Operación Entebbe, realizada el 4 de julio de 1976). Comandos israelíes, llegados sin ser detectados en tres aviones, liberaron a los rehenes en una operación de una hora de duración y mataron a los secuestradores.
Por ser desconocida, Kuhlmann fue confundida con Gabriele Krocher Tiedemann, al momento de ser muerta en Entebbe.[cita requerida] Hasta ese momento, Krocher era solicitada por el secuestro de la OPEP y Kuhlmann era desconocida. 
Su nombre fue expresamente mencionado como digno de agradecimiento y respeto en la declaración final de disolución de la Fracción del Ejército Rojo, datada en marzo de 1998 y recibida por varias agencias de prensa el 20 de abril de 1998.